# 复旦大学张江校区
复旦大学张江校区，是复旦大学的四校区之一，也是两个新校区之一，位于张衡路825号，因位于浦东新区张江高科技园区而得名。张江校区一期于2003年11月28日正式开工，2005年5月竣工；二期于2006年9月28日开工，2008年8月正式启用。张江校区的定位是产学研前沿院系的所在地。

## 院系所
- 软件学院
- 微电子学院
- 微纳电子创新平台
- 专用集成电路与系统国家重点实验室
- 国家微电子材料与元器件微分析中心
- 药学院
- 计算机科学技术学院

## 建筑与设施
- 计算机楼
- 第二教学楼
- 软件楼
- 微电子楼
- 微分析楼
- 药学科研楼
- 实验楼
- 复旦大学图书馆张江馆
- 食堂
- 室内体育馆
- 专家楼
- 人工足球场（400米跑道）
- 专家楼
- 保障楼
- 行政楼
- 青年教师公寓
- 复杂体系多尺度研究院[2]

## 校内道路
日月环路，北区内四条环状相连的主干道的统称。

## 交通和道路信息

### 道路信息
张江校区位于张江高科技园区中，被张衡路分为南北两区，除了药学院及附属实验室教学楼和青年教师公寓以外，大部分设施位于张衡路以北。张江校区东临金科路，北半区西临华佗路，北临蔡伦路，南半区西南两面被川杨河以及穿过北半区的支流河道三星河包围。

### 轨道交通
距离最近的轨道交通二号线张江高科站和金科路站距离校区都有大约两公里的步程。

张江有轨电车也经过校区的北门并设有站点蔡伦路金科路，可抵达张江高科地铁站和张江镇。

### 公交线路
张衡路校门：161路、188路

华佗路校门：609路、大桥六线（曙光医院方向单向）、浦东22路（曙光医院方向单向）

蔡伦路校门：609路、张江有轨电车

新公寓区（科苑路蔡伦路站）：161路、609路、张南专线

旧公寓区（科苑路华佗路站）：161路、188路、609路、张南专线、浦东22路、大桥六线

### 校车
张江校区有两条校车线路，分别为邯郸-张江校车和张江-枫林校车。上车点分别在微电子楼北侧和1号门卫室东侧。